# Polysulfide

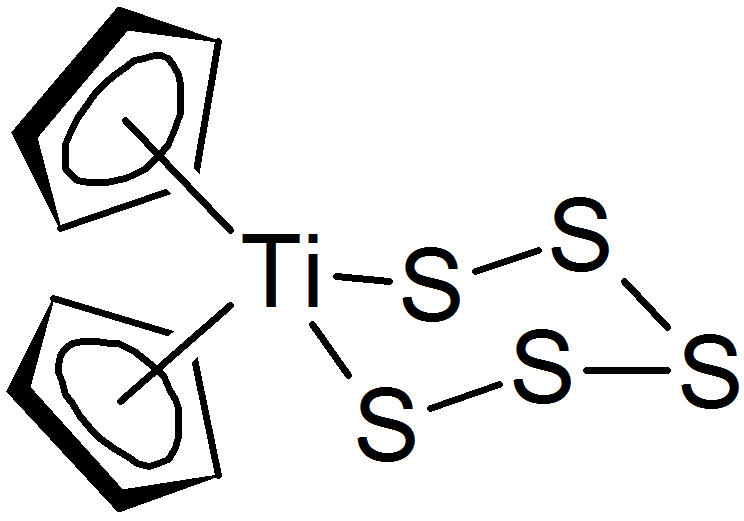
De verbinding (C5H5)2TiS5 is een voorbeeld van een polysulfide-complex.

Polysulfides vormen een groep van verbindingen afgeleid van negatief geladen ketens van zwavel-atomen.
Grofweg zijn deze verbindingen in twee groepen in te delen:
- Anorganische verbindingen
- Organische verbindingen

De anorganische verbindingen hebben de algemene formule {\displaystyle {\ce {S_{n}^{2-}}}}. Deze anionen zijn de geconjugeerde basen van de polysulfanen: {\displaystyle {\ce {H2S_{n}}}}. De organische polysulfiides kunnen beschreven worden met de formule {\displaystyle {\ce {R^{1}S_{n}R^{2}}}}, waarin de R voor een alkyl- of aryl-groep staat.

## Polysulfides, zouten en complexen

Deel van de vaste-stof structuur van Na2S5. De S^{2-}5-ionen worden weergegeven door de ketens van geelgekleurde bollen.

De polysulfides van de alkalimetalen ontstaan door inwerking van een oplossing van het sulfide op elementaire zwavel, zoals bijvoorbeeld de reactie van natriumsulfide met zwavel.
{\displaystyle {\ce {S^{2-}\ +\ n\,S\ ->\ S_{n\,+\,1}^{2-}}}}
In sommige gevallen zijn de anionen verkregen als deel van een orgaqnisch zout, dat goed oploste in organische oplosmiddelen.
De energie die vrijkomt in de raactie tussen lithium en natrium vormt de basis voor de ontwikkeling van de lithium-zwavel- en de natrium-zwavel-batterij.
In de coördinatiechemie treden polysulfides geregeld op al liganden in complexen met ovegrnagsmetalen. Voorbeelden daarvan zijn het bovenaan in dit artikel weergegeven titanoceenpentasulfide {\displaystyle {\ce {( \ (C5H5)2TiS5 \ )}}}, het bis(tetrasulfide)nikkel-dianion {\displaystyle {\ce {( \ [Ni(S4)2]^{2-}\ )}}} en het tris(pentasulfide)platina-dianion {\displaystyle {\ce {( \ [Pt(S5)3]^{2-}\ )}}}. Ook van de hoofdgroep-elementen zijn polysulfides bekend.

## Organische polysulfides

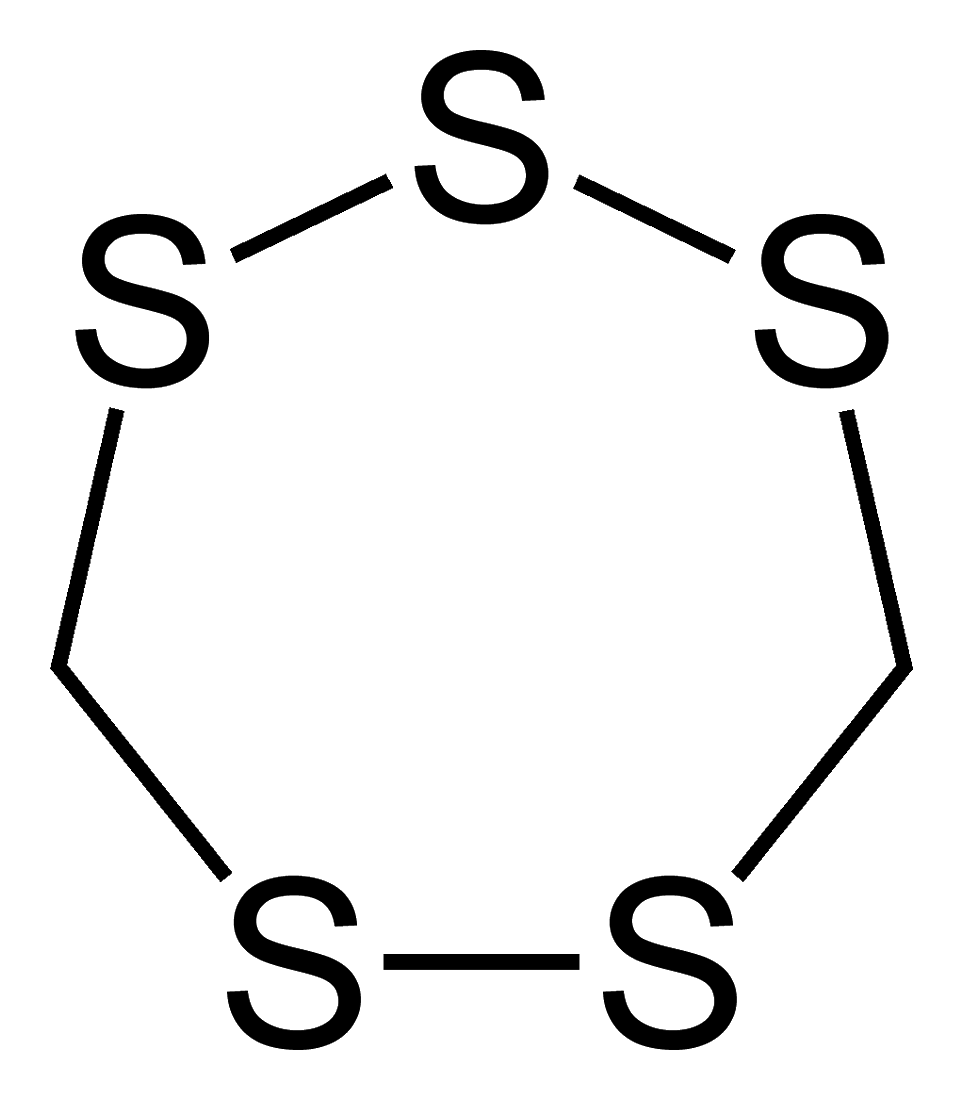
Lenthionine is een organisch polysulfide dat voorkomt in Shiitake-paddenstoelen.

In de handel wordt de term "polysulfide" vaak gebruikt voor polymeren die bestaan uit afwisselende stukken bestaand uit zwavel-atomen en stukken koolwaterstof. Deze stoffen zijn condensatie-polymeren, die gesynthetiseerd kunnen worden door alkalimetaalzouten van een polysulfide te laten reageren met een organisch dihalide. Hieronder is de reactie weergegeven tussen natriumpentasulfide en 1,2-dichloorethaan
{\displaystyle {\ce {nNa2S5\ +\ nClCh2CH2Cl\ ->\ [CH2CH2S5]_{n}\ +\ 2nNaCl}}}
Dihalides die in deze reacties gebruikt zijn, zijn voor chloides: het al genoemde 1,2-dichloorethaan, bis(2-chloorethoxy)methaan {\displaystyle {\ce {( \ (ClCH2CH2O)2CH2 \ )}}} en 1,3-dichloorpropaan. Dit soort polymeren wordt thiokolen genoemd.
Polysulfide-polymeren kunnen ook ontstaan door additie van polysulfanen aan alkenen. Een (geïdealiseerde) reactievergelijking is:
{\displaystyle {\ce {2RCH=CH2\ +\ H2S_{n}\ ->\ (RCH2-CH2)2S_{n}}}}
De praktijk is weerbarstiger: homogene monster van {\displaystyle {\ce {H2S_{n}}}} zijn moeilijk te maken zodat ook producten daarvan zelden homogeen zijn.
Polymeren van polysulfides zijn onoplosbaar in water, olie en veel organische oplosmiddelen. Vanwege hun onoplosbaarheid vinden deze materialen toepassingen in het afdichten van voegen in vloeren en in de montage van autoruiten en vliegtuigonderdelen.
Polymeren waarin de koolwaterstofdelen slechts door bruggen van een of twee zwavelatomen worden gescheiden, poly(p-fenyleensulfide) {\displaystyle {\ce {( \ (C6H4S)_{n}\ )}}} bijvoorbeeld, worden meestal niet tot de polysulfides gerekend.

### Gevulcaniseerd rubber

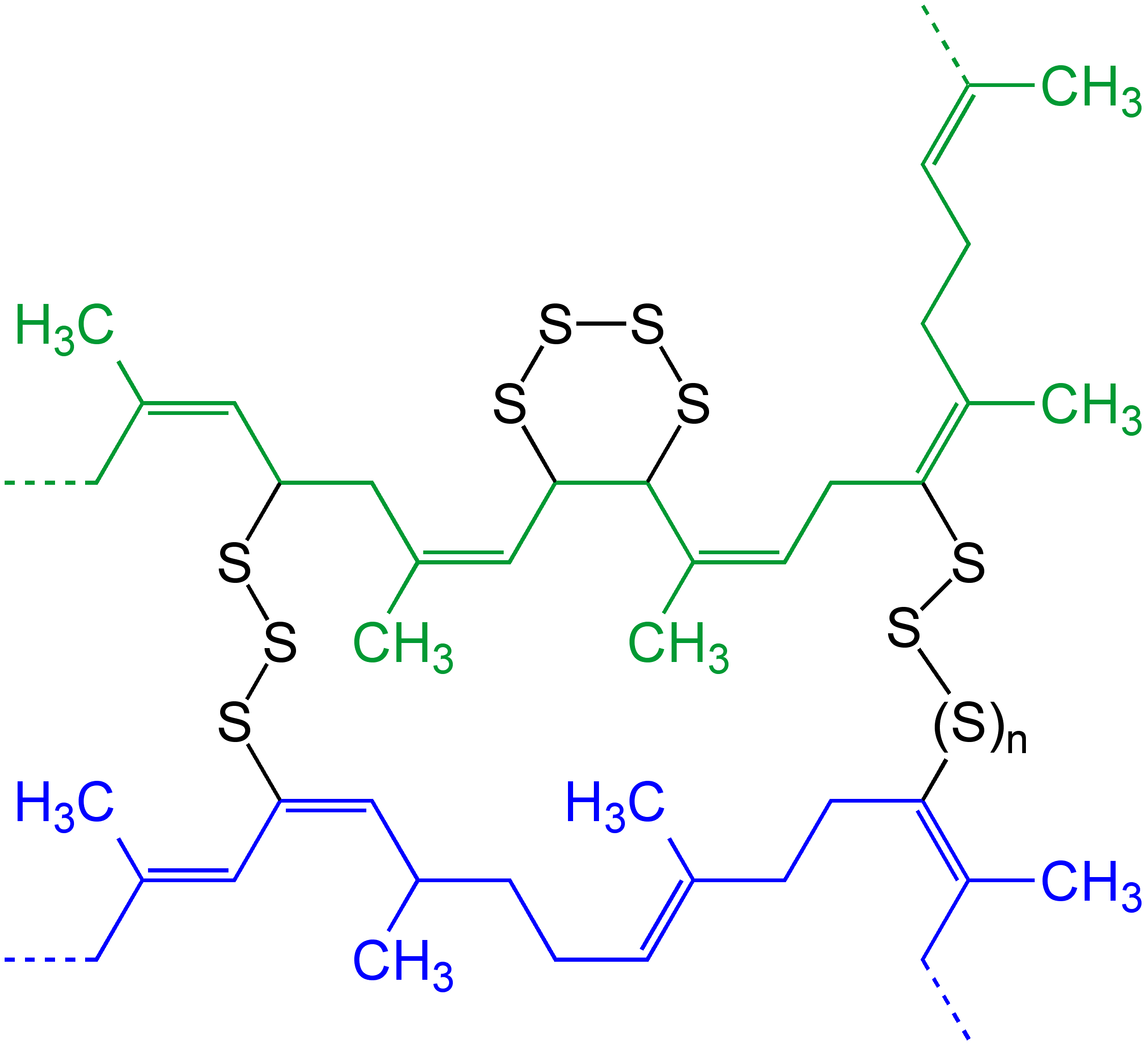
Geïdealiseerde structuur van twee ketens groen en blauw van natuurlijk rubber na vulcaniseren met elementaire zwavel, waarbij polysulfidebruggen gevormd zijn.

Veel commerciële elstomeren bevatten polysulfides als Crosslinkers. Deze crosslinks koppelen naburige polymeerketens aan elkaar, waardoor de stijfheid van het geheel toeneemt. De stijfheid hangt direct samen met het aantal crosslinks. De links vormen de moleculaire achtergrond van het feit dat elastomeren, na uitrekken of samenpersen, hun oorspronkelijke vorm weer aannemen. Een meer algemene term voor dit soort materialen is rubber.
Het proces waarbij polymeerketens met zwavel aan elkaar gekoppeld worden staat bekend onder de naam vulcaniseren. De zwavelketens worden op allylische plaatsen (een verzadigd koolstofatoom direct naast een dubbel band.
Vulcaniseren is een van de processen in de verwerking van rubbers, waaronder polychloropreen (neopreen is de in de handel gebruikelijke naam voor dit polymeer), poly(styreen-butadieen)-rubbers (wereldwijd goed voor 50% van de autobanden) en polyisopreen, chemisch identiek aan natuurlijke rubber. Dschikt product.

## Voorkomen in de gasreuzen
Naast water en ammoniak bestaat de atmosfeer van de gasreuzen Jupiter en Saturnus uit ammoniumsulfides. De rood-bruine wolken op de planeten worden toegeschreven aan de inwerking van licht op deze stoffen.

## Eigenschappen
Polysulfides, net als gewone sulfides, kunnen tot spanningscorrosie in (roestvrij) staal leiden.